# Тей (монарх)
Тей (кхмер. ទៃ)  — королева-регент Камбоджи (1687).

## Биография
Тей была матерью короля Чей Четты IV, который впервые взошел на трон в 1675 году. В те времена королева-мать занимала очень высокое положение при камбоджийском дворе. В 1687 году король отрекся от престола в пользу своей матери, которая царствовала в течение всего трех месяцев. Таким образом, Тей стала первой женщиной-правительницей камбоджийского государства со времен королевы Джьештхарьи из Самбхупуры.